# Paroisse de Carroll Ouest
Pour les articles homonymes, voir Carroll.
La paroisse de Carroll Ouest (anglais : West Carroll Parish) est située dans l'État américain de la Louisiane. Son siège est à Oak Grove. Selon le recensement de 2000, sa population est de 12 314 habitants.
La paroisse a une superficie de 933 km² de terre émergée et 2 km² d’eau.
Elle est enclavée entre le Comté de Chicot (Arkansas) au nord, la paroisse de Carroll Est à l’est, la paroisse de Richland au sud, et la paroisse de Morehouse à l'ouest.  

## Démographie
Lors du recensement de 2000, les 12 314 habitants de la paroisse se divisaient en 79,89 % de « Blancs », 18,88 % de « Noirs » et d’Afro-Américains, 0,25 % d’Amérindiens, 0,13 % d’Asiatiques, ainsi que 0,43 % de non répertoriés ci-dessus et 0,41 % de personnes métissées.
La paroisse est presque entièrement anglophone : 97,89 de la population ne parle que l'anglais. Elle comptait 0,72 % qui parle le français ou le français cadien à la maison, soit 83 personnes parlant au moins une fois par jour la « langue de Molière »..

## Municipalités
La paroisse est divisée en cinq villes et villages : 
- Epps
- Forest
- Kilbourne
- Oak Grove
- Pioneer